# Meppen (Duitsland)
Meppen is een stad en gemeente in de Duitse deelstaat Nedersaksen, gelegen in de Landkreis Emsland. De stad telt 35.457 inwoners. Het is de Kreisstadt van het Emsland met de status van selbständige Gemeinde.

## Geografie, infrastructuur
Meppen ligt in het centrum van het Emsland. 
De stad Meppen heeft een oppervlakte van 188,45 km² en ligt in het noorden van Duitsland. 
Het centrum ligt 18 kilometer ten oosten van de Nederlandse grens bij Klazienaveen, en hemelsbreed ligt Meppen 20 kilometer ten noorden van Lingen en 45 kilometer ten zuiden van Papenburg.

### Wegverkeer
De gemeente is onder andere bereikbaar via de ten westen van de Eems lopende  Autobahn A31 (Oost-Friesland- Ruhrgebied). Afrit 21 is als klaverbladknooppunt uitgevoerd. Hier kruist de Autobahn, aan de noordwestrand van Versen, gemeente Meppen, de Bundesstraße 402. 
De Bundesstraße 402, die in de gemeente hier en daar het karakter van een autoweg heeft, loopt van de Nederlandse grens bij Klazienaveen oostwaarts langs Meppen en verder zuidoostwaarts naar Haselünne en Fürstenau.
Ten oosten van de Eems loopt de Bundesstraße 70 van Haren (Ems), in een boog westelijk om de binnenstad heen, ten dele als autoweg, door Meppen heen zuidwaarts naar Lingen en Rheine.
Een regionale weg loopt van Meppen zuidwestwaarts via de grensplaats Twist naar het in Drenthe, Nederland gelegen Nieuw Schoonebeek.

### Openbaar vervoer
De spoorlijn Meppen-Haselünne-Löningen wordt alleen voor goederenvervoer, en incidenteel als museumspoorlijn gebruikt.
De spoorlijn Hamm - Emden verbindt Meppen met Haren (Ems) en Lingen. Zie ook: Station Meppen.
Verder reed er de buslijn 60/922 van Levelink, Emmen (NL) - Meppen v.v. Deze busmaatschappij verzorgt ook de stadsbusdienst van Meppen en een aantal streekbuslijnen naar onder andere Haselünne, Haren en Nordhorn (frequentie: doorgaans van maandag t/m zaterdag overdag tot 20.00 1 x per uur). De lijn is opgeheven.

### Waterwegen
Meppen ligt aan de monding van de rivier de Hase, die in de stad uitmondt in de Eems. Iets ten noorden van het centrum mondt een kleiner riviertje, de Nordradde, in de Eems uit. Bij deze monding bevindt zich een jachthaven.
Op enkele plaatsen, waar de Eems sterk meandert, heeft men rechte kanalen gegraven, zodat de scheepvaart de bochten kan afsnijden. Al deze kanalen zijn officieel gedeeltes van het Dortmund-Eemskanaal (DEK), ook het vanuit de gemeente zuidwaarts lopende voormalige Ems-Hasekanaal. Aan de noordgrens van de gemeente is een nieuwe binnenhaven aangelegd (zie onder: Economie). De Eems is stroomafwaarts van Meppen bevaarbaar voor binnenvaartschepen tot CEMT-klasse Va (Groot Rijnschip). Stroomopwaarts, zuidelijk van de stad, is alleen het DEK voor de vrachtscheepvaart toegankelijk.

## Indeling van Meppen
Stadsdelen in de eigenlijke stad (het op  het onderste kaartje ongenummerde gebied in het midden) zijn:

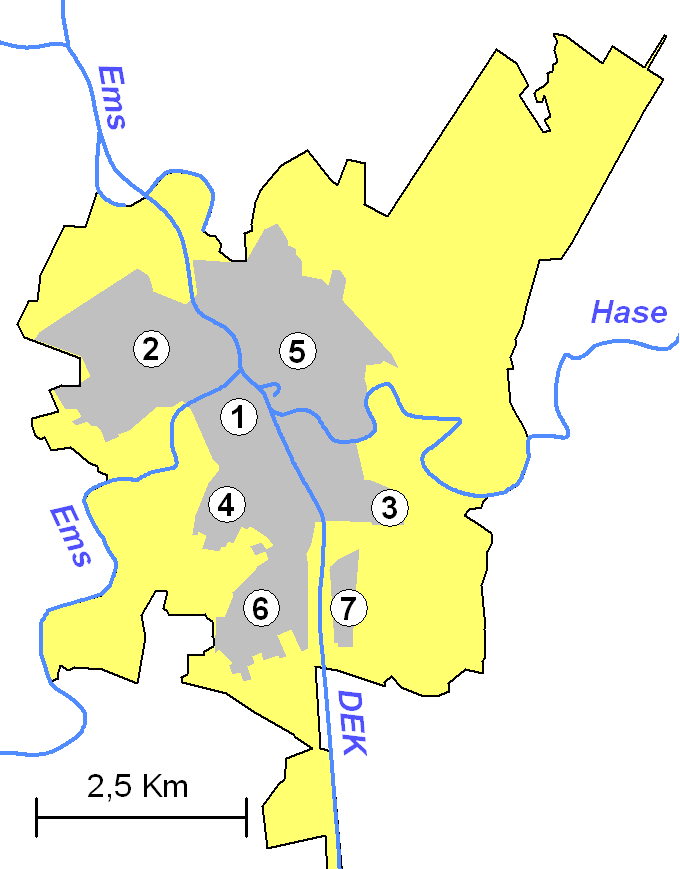
Indeling van de stad Meppen in engere zin

1. Altstadt
2. Esterfeld
3. Feldkamp/Helter Damm
4. Kuhweide
5. Neustadt
6. Nödike
7. Schleusengruppe

Plaatsen in de gemeente (met inwonertal 31-12-2020):
| 1. Apeldorn (774) 2. Bokeloh (1.234) 3. Borken (532) 4. Groß Fullen (1.249) 5. Klein Fullen (385) 6. Helte (638) 7. Hemsen (840) 8. Holthausen (149) 9. Hüntel (281) 10. Rühle (1.350) 11. Schwefingen (393) 12. Teglingen (707) 13. Versen (1.714) |

|  | In het noorden, zie de kaart in het kader, grenst de plaats aan de stad Haren, in het oosten aan de Samtgemeinde Sögel en de stad Haselünne. In het zuiden grenst Meppen aan de gemeente Geeste, in het westen aan de gemeente Twist. |

## Economie
De stad heeft in Hüntel in het uiterste noorden van haar grondgebied, samen met buurgemeente Haren (Ems), op wier grondgebied ook een deel van de haven ligt, in 2007 een nieuwe binnenhaven aan de Eems laten aanleggen.  Deze haven is 42 hectare groot en ligt aan het eind van een apart daarvoor gegraven Stichkanal, een 950 m lang zijkanaal van de Eems. De Eurohafen Emsland is uitgerust met moderne faciliteiten voor grote binnenvaartschepen en is tevens voorzien van een station en rangeerterrein voor goederentreinen. Rondom de haven is activiteit ontstaan van industriële en overslag- en transportbedrijven. Er is onder andere een grote veevoederfabriek gevestigd, alsmede enige bedrijven in bouwmaterialen.
In het uiterste westen van de gemeente, bij de kruising tussen de A31 en de B 402, ligt het industrieterrein Neu Versen. 
Een ander groot bedrijventerrein, aan het Dortmund-Eemskanaal, ligt in de zuidwestelijke stadswijk Nödike. Op dit laatste terrein staat de gespecialiseerde machinefabriek Hedelius, die computergestuurde machines bouwt, die weer in andere machinefabrieken gebruikt worden. Ook is daar een meer dan duizend wagens bezittend transportbedrijf (Lanfer) gevestigd, dat in tankauto's allerlei vloeistoffen vervoert. De grootste klant van dit bedrijf, dat een belangrijke nevenvestiging (v/h Wauters) in België heeft, is BASF. Bij Lanfer werken ongeveer duizend mensen.
Meppen is de statutaire zetel van de in 1928 opgerichte Arenberg-Meppen GmbH, die in geheel Noord-Duitsland onder andere in totaal 95 km² productiebos exploiteert. De BV komt voort uit het, ten dele nabij Meppen gelegen, grondbezit in Nedersaksen van de hertogen van Arenberg.
Het grootste en modernste winkelcentrum van de stad, dat de naam MEP draagt, ligt in de wijk Neustadt, dicht bij het station en ten noordoosten van het centrum. In deze wijk is ook het kantoor van de Kreisverwaltung, het bestuur van de Landkreis Emsland, te vinden. De Markt in het centrum is geen marktplein, maar een langgerekte, noord-zuid verlopende winkelstraat.
Een belangrijke werkgever is ook het plaatselijke ziekenhuis, met de naam Krankenhaus Ludmillenstift Meppen. Het heeft 1.300 personeelsleden en 420 bedden.
De Bundeswehr nam in 1957 het oude artillerie-schietterrein over, dat tegenwoordig Wehrtechnische Dienststelle für Waffen und Munition– WTD 91 – heet. Het ligt ten dele in Meppen, ten dele in de aan de noord- en oostkant aangrenzende gemeenten. Het 192 km² grote terrein is van geavanceerde meetapparatuur voorzien. Er kunnen met artillerie schietproeven tot 28 km afstand van vuurmond tot doel worden gedaan.

## Geschiedenis
Zie ook de artikelen over de diverse Ortsteile van Meppen.

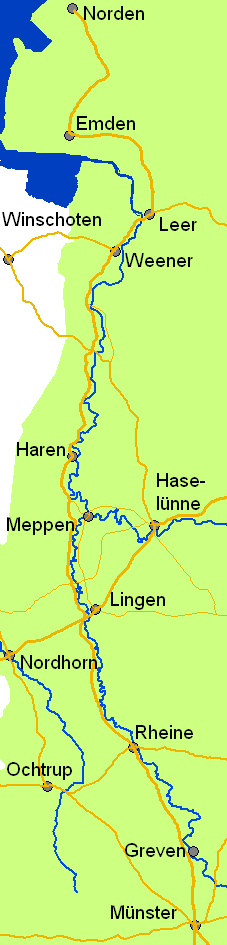
Friesische Straße
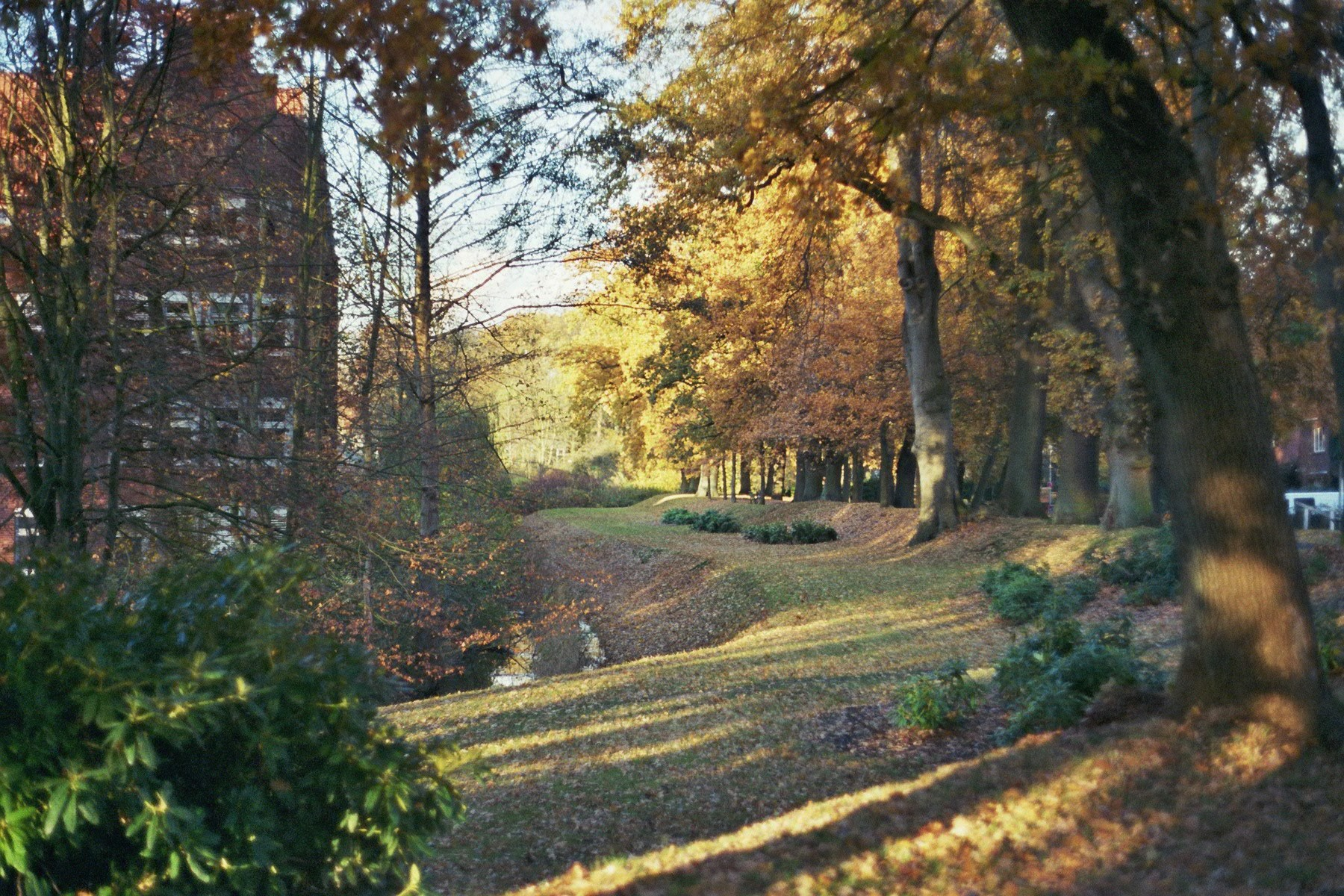
Voormalige contrescarp stadswal Meppen
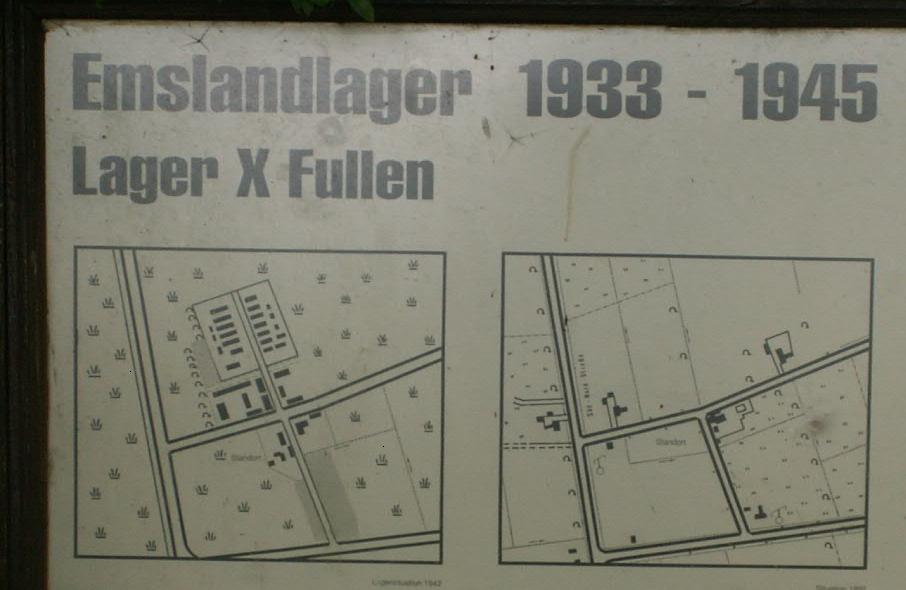
Foto plattegrond Kamp Fullen 1945 en 2010, bij de ingang
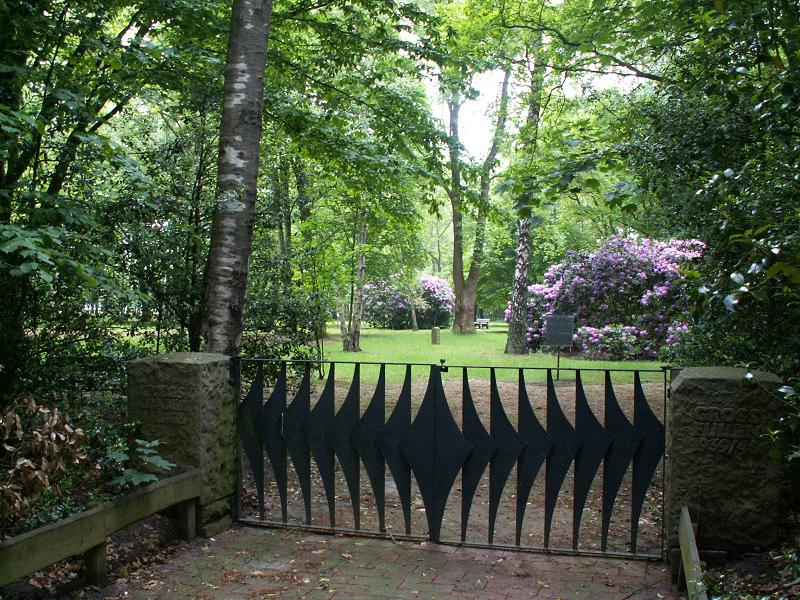
Begraafplaats Kamp Fullen
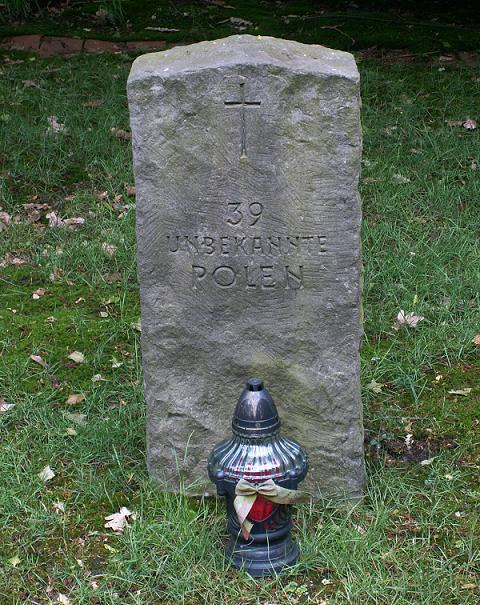
Grafsteen voor anonieme Poolse slachtoffers van het kamp
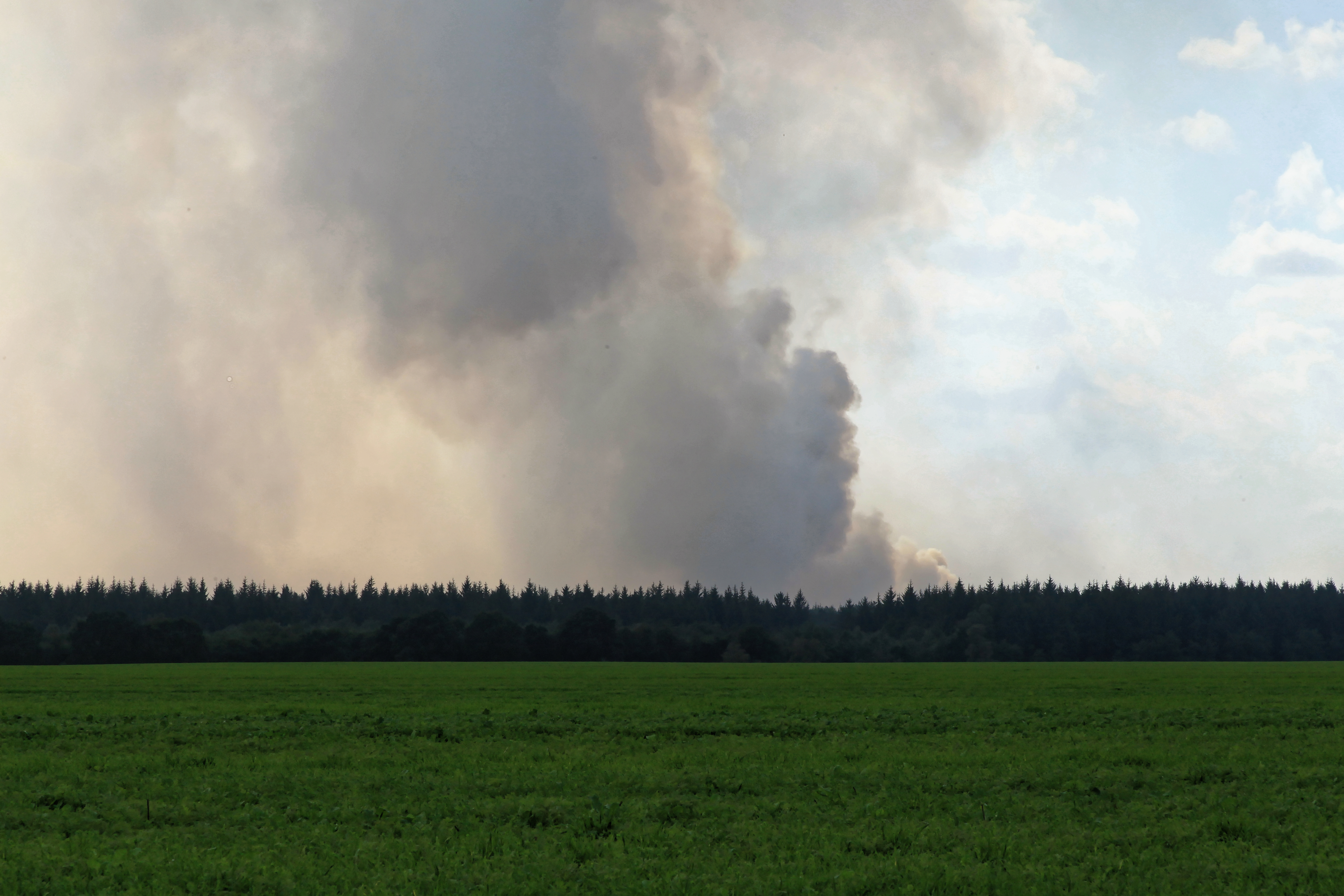
Rook van de veenbrand in september 2018

Reeds in het 3e millennium voor de jaartelling was er sprake van menselijke bewoning in het gebied van de huidige gemeente Meppen. Zo bevindt zich in Apeldorn een hunebed, mogelijk van dragers van de Trechterbekercultuur, en bij Teglingen een ongeveer even oude grafheuvel.
Enige dorpen in de gemeente lagen aan een middeleeuwse handelsweg Münster - Norden, die langs de linker- of westoever van de Eems liep,  zie kaartje. Deze weg wordt door Duitse historici Friesische Straße genoemd.
Meppen, dat in ieder geval sedert 834 een leengoed van Klooster Corvey was, reeds in het midden van de 10e eeuw van koning Otto de Grote  munt- en marktrecht had verkregen, en tot 1252 tot het Graafschap Ravensberg behoorde, was vanaf dat jaar tot aan de Napoleontische tijd gedurende de meeste tijd onderdeel van het Prinsbisdom Münster. De bisschop van Münster verleende de plaats in 1360 stadsrechten. De Reformatie van de 16e eeuw kreeg weinig grip op Meppen. Tot op de huidige dag is de overgrote meerderheid van de christenen in de gemeente rooms-katholiek. De prins-bisschop stelde in zijn naam drosten aan, die Meppen en omgeving uit zijn naam bestuurden; dezen resideerden in een, in 1752 gesloopt, kasteeltje met de naam Paulsburg in de stad. 
Tijdens de Dertigjarige Oorlog (1618-1648), in januari 1636, vond tussen Haselünne en het aan Meppen grenzende Bawinkel een slag tussen protestants gezinde en katholieke troepen plaats; de protestantse aanvoerder, Dodo Freiherr von Innhausen und zu Knyphausen, sedert 1633 door toedoen van de tijdelijke Zweedse bezetters landheer van Meppen, voerde de Zweden en protestantse Duitsers persoonlijk aan maar sneuvelde aan het begin van het gevecht. De protestantse troepen wonnen de slag, ondanks hun minderheid (1.500 tegen 3.000 man). Aan het eind van de oorlog geraakte Meppen weer in Münsterse handen.  Van 1660 tot 1762 was Meppen een vestingstad. Restanten van de verdedigingswerken zijn , vooral in de vorm van het over de resten ervan lopende, zigzaggende laantje rondom het centrum, nog herkenbaar. Van 1803 tot 1810 was Meppen de hoofdstad van het Hertogdom Meppen-Arenberg. Van 1815-1866 behoorde de stad tot het Koninkrijk Hannover  (dat ook de eerste spoorlijnen liet aanleggen), van 1866 tot 1871 tot Pruisen, en vanaf 1871 tot het Duitse Keizerrijk. Hertogin Ludmilla von Arenberg, geboren von Lobkowitz schonk de stad in 1851 een ziekenhuis.
In 1642 werd door de jezuïeten een school in de stad gesticht, die tegenwoordig het prestigieuze Windthorst-Gymnasium is. De school is nog gedeeltelijk in het speciaal daarvoor uit de 18e eeuw daterende gebouwencomplex ondergebracht. Zoals meer voormalige jezuïetencolleges, heeft dit gymnasium een eigen katholiek kerkgebouw, de Gymnasialkirche.
In 1877 richtte de firma Krupp in een thans bebost gebied ten oosten van de stad een groot testterrein voor kanonnen in. Tijdens de Eerste Wereldoorlog werd hier onder meer het 419-mm-houwitser-kanon Dikke Bertha beproefd. Het terrein strekte zich ook tot de aangrenzende gemeentes uit. Op het uitgestrekte testterrein werd met scherpe granaten geschoten. Daarom werden, vanwege het gevaar van explosies van verdwaalde projectielen, in de gehele omtrek talrijke boerderijen en woonhuizen onteigend. Sommige boeren kregen in nieuwe veenkolonies in de regio vervangend onderdak en boerenland. Het gebied is tot op de huidige dag militair terrein. 
Tijdens het nationaalsocialisme stonden vanaf de zomer van 1938 even buiten Versen, respectievelijk Groß Fullen, de beruchte gevangenenkampen Meppen-Versen en Kamp Fullen, twee van de 15 Emslandlager (kampen nr. 9 en 10). Op de plek van het vroegere kamp Versen staat nu een gevangenis. Aan het einde van de Tweede Wereldoorlog, van 6 tot 8 april 1945, werd strijd geleverd tussen  noord- en oostwaarts oprukkende Canadezen en Duitse troepen, die de stad verdedigden en trachtten te voorkomen, dat de geallieerden een bruggenhoofd aan de oostoever van de Eems vestigden. Op enkele plekken was de strijd zwaar, vooral aan de Schullendamm. Dit is een straat langs de linker Eemsoever, die de wijk Esterfeld met een brug over de Eems en het stadscentrum verbindt. Door artillerievuur werden verscheidene gebouwen in Meppen zwaar beschadigd. Op 8 april was Meppen definitief in geallieerde handen gevallen.
In september 2018 ging, tijdens een droogteperiode, op het artillerie-schietterrein van de Bundeswehr ten noordoosten van Meppen iets mis. Een vanuit een helikopter afgevuurde raket ontplofte in een perceel hoogveen of heide. Een i.v.m. dit risico paraat staand blusvoertuig bleek defect, en het reserve-blusvoertuig stond voor reparatie in de werkplaats. Er ontstond een grote, weken durende, natuurbrand, die bij de Samtgemeinde Sögel 12 km² veen in de as legde. De brandlucht was tot in Hamburg, Oldenburg en Bremen te ruiken.  Van het natuurreservaat Tinner Dose-Sprakeler Heide, een ecologisch belangrijk hoogveengebied in de  Samtgemeinde Sögel, werd een groot deel verwoest. Tot 2021 is daarna het gebruik van het schietterrein door de overheid beperkt.

## Bezienswaardigheden, toerisme
- De rooms-katholieke Sint-Vituskerk of Proosdijkerk is de oudste van de stad en is van binnen zeer bezienswaardig. De huidige kerk dateert uit 1462 en werd in 1870 in de stijl der neogotiek fors uitgebreid. Er staat op het hoogaltaar een fraai altaarstuk, dat echter pas uit 1895 dateert. De kerktoren moest na oorlogsschade (1945) in 1950 ingekort worden.
- De in 1746 in rococo-stijl gebouwde Gymnasialkirche of Maria Onbevlekte Ontvangeniskerk naast het in een eveneens 18e-eeuws, Residenz geheten, pand gevestigde Windthorst-Gymnasium  heeft een fraai interieur in dezelfde stijl.
- De meest bezienswaardige kerk van de gemeente buiten het stadscentrum is de 15e-eeuwse Sint-Vituskerk te Bokeloh.
- In het noorden van de wijk Feldkamp/Helter Damm, ten noorden van de drukke straat Helter Damm en dicht bij de oever van de Hase, ligt de (zonder goede kaart of navigatie moeilijk te vinden) oude koppelsluis (Koppelschleuse) in een park- en bosachtige omgeving. Hier zijn drie bezienswaardigheden te bezoeken:
  - Ten noorden van de jeugdherberg van de stad is een Kneipp- blotevoetenpad met watertrappelbassin te vinden.
  - Ten noorden van deze Kneipp-voorzieningen staat een aan archeologie gewijd museum, Museum Archäologie Meppen.[9]
  - In hetzelfde, in het najaar van 2020 ingrijpend verbouwde en uitgebreide gebouwencomplex, is sedertdien het, voorheen in de binnenstad gehuisveste, Stadtmuseum Meppen gevestigd, een streekmuseum. De beide musea presenteren zich sinds 2021 als Museen an der Koppelschleuse.[10] Een vernieuwing en herindeling van de collecties der beide musea vond in 2021 plaats.[11]
- Het stadhuis werd in 1408 gebouwd en rond 1605, 1885 en 1909 (alle drie de keren wegens bouwvalligheid) ingrijpend gerenoveerd.
- Het uit 1806 daterende gebouw Arenbergische Rentei, het vroegere rentmeestershuis van het Hertogdom Arenberg, huisvestte tot 2020 het Stadtmuseum Meppen (bestemming van het gebouw onbekend). Het is een van de slechts  weinige oude woonhuizen van vóór plm. 1880 in de binnenstad.
- Het politiebureau aan de Bahnhofstraße wordt ook wel Högerhaus genoemd. Het is een uit 1936 daterend ontwerp van de architect Fritz Höger.
- Op de spoorlijn Meppen- Haselünne- Löningen worden van tijd tot tijd, met name in de weekends en 's zomers, toeristische ritten in historische stoomtreinen georganiseerd.
- Op een fraaie landtong tussen het DEK en de Hase werd ter gelegenheid van het 600-jarig jubileum van de stadsrechten, dus in 1960, een in de 17e eeuw gebouwde windmolen uit Bockhorn (Friesland), die daar weg moest, herplaatst. Deze Hölting-windmolen, type bovenkruier,  huisvest een trouwzaaltje en een café.
- In de gemeente is het fietstoerisme niet onbelangrijk. Er lopen diverse langeafstands-fietsroutes door de gemeente. Eén daarvan loopt langs de Hase naar Bersenbrück en is tevens een 100 km lange beeldenroute, waar na 2005 diverse kunstenaars sculpturen geplaatst hebben. Andere routes volgen het DEK of de Eems (Ems-Radweg). Alle toeristische fietsroutes zijn hier en daar voorzien van informatiepanelen, zitjes met schuilhutten enz.
- De watermolen Herrenmühle aan de Nordradde is als cultureel centrum in gebruik. De molen heeft een geschiedenis, die tot de 16e eeuw teruggaat.
- Bij Hüntel, op het terrein van een voormalige elektriciteitscentrale, is een avonturenpark met de naam Funpark Meppen ingericht. Het richt zich vooral op tieners, jongvolwassenen en deelnemers aan bedrijfs- en teambuildings-uitstapjes. Men kan er karten op een daartoe aanwezig racecircuit. Verder kan men er in quads en andere off-the-road-voertuigen rijden, en aan paintball doen. Er is onder andere een hotel en een barbecuerestaurant aanwezig. Het park trekt veel bezoekers uit het oosten van Nederland.
- Ten westen van het dorpje Borken en ten noorden van de stadswijk Esterfeld ligt het veelzijdige, reeds sinds 1937 als zodanig bestaande natuurreservaat Borkener Paradies. Het is gesitueerd rondom een deels verlande, oude arm van de Eems. In vroeger eeuwen was hier een bosweide, tevens een markegebied (Allmende), gemeenschappelijke grond, waar de boeren uit de omgeving hun vee weidden. In de omgeving van Hüntel is eveneens enig natuurgebied aanwezig (oeverlanden en ooibos langs de Eems).

## Sport
In het noorden van de stadswijk Neustadt, aan de uitvalsweg richting Lathen, staat de Hänsch-Arena. Dit stadion, waar voetbalclub SV Meppen zijn thuiswedstrijden speelt, kan maximaal aan circa 16.500 toeschouwers plaats bieden.
Ten zuidoosten van de binnenstad, aan het DEK en niet ver van de uitmonding van de Hase, staat een atletiekstadion.
Racepark Meppen is een racecircuit in de buurt van Meppen, Nedersaksen, Duitsland. Het is gelegen op het terrein van de voormalige energiecentrale Kraftwerk Meppen-Hüntel. Hier worden diverse autoraces georganiseerd voor onder andere de BMW Compact Cup.

## Galerij

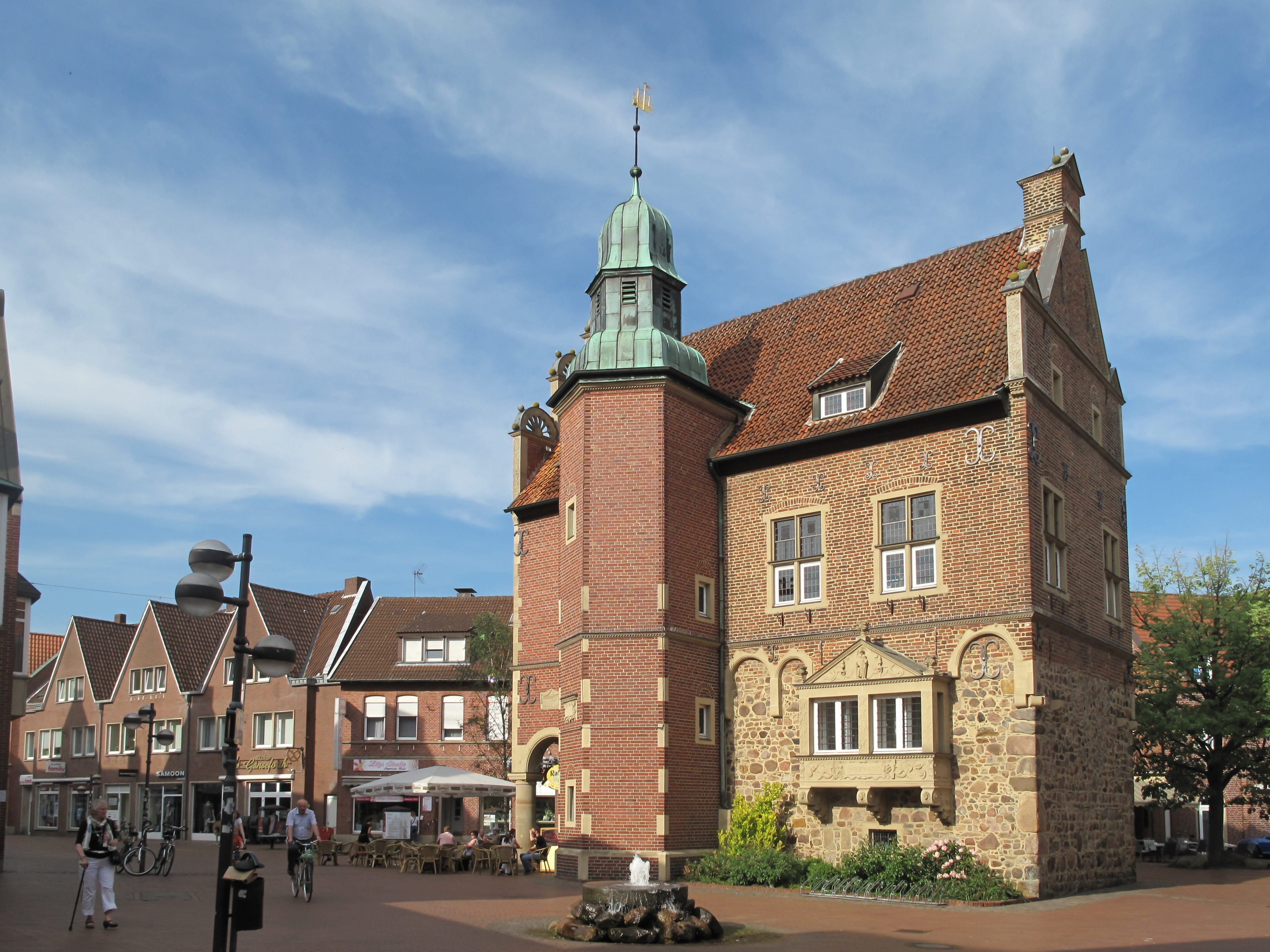
Stadhuis
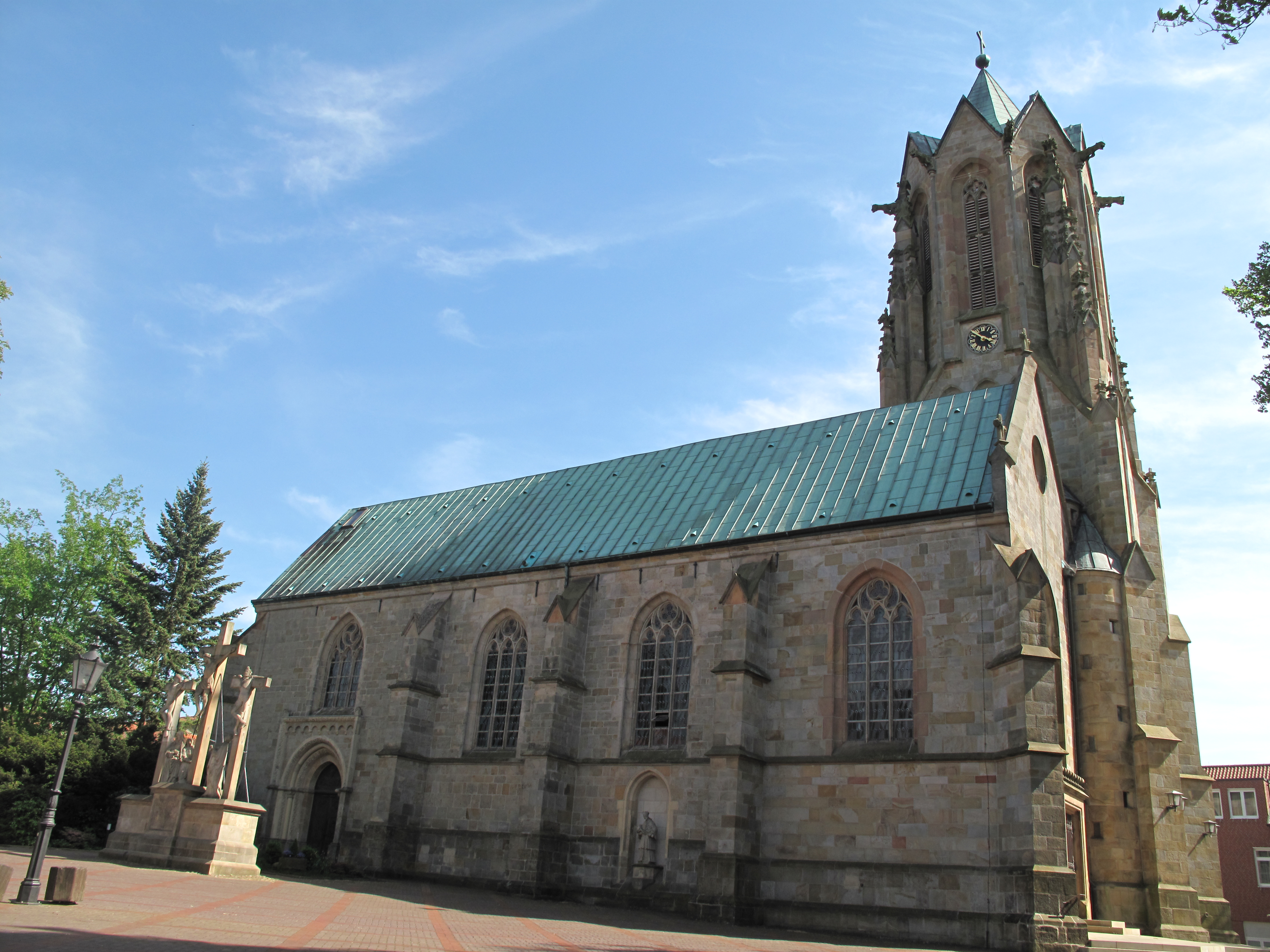
Kerk: Sint-Vituskerk
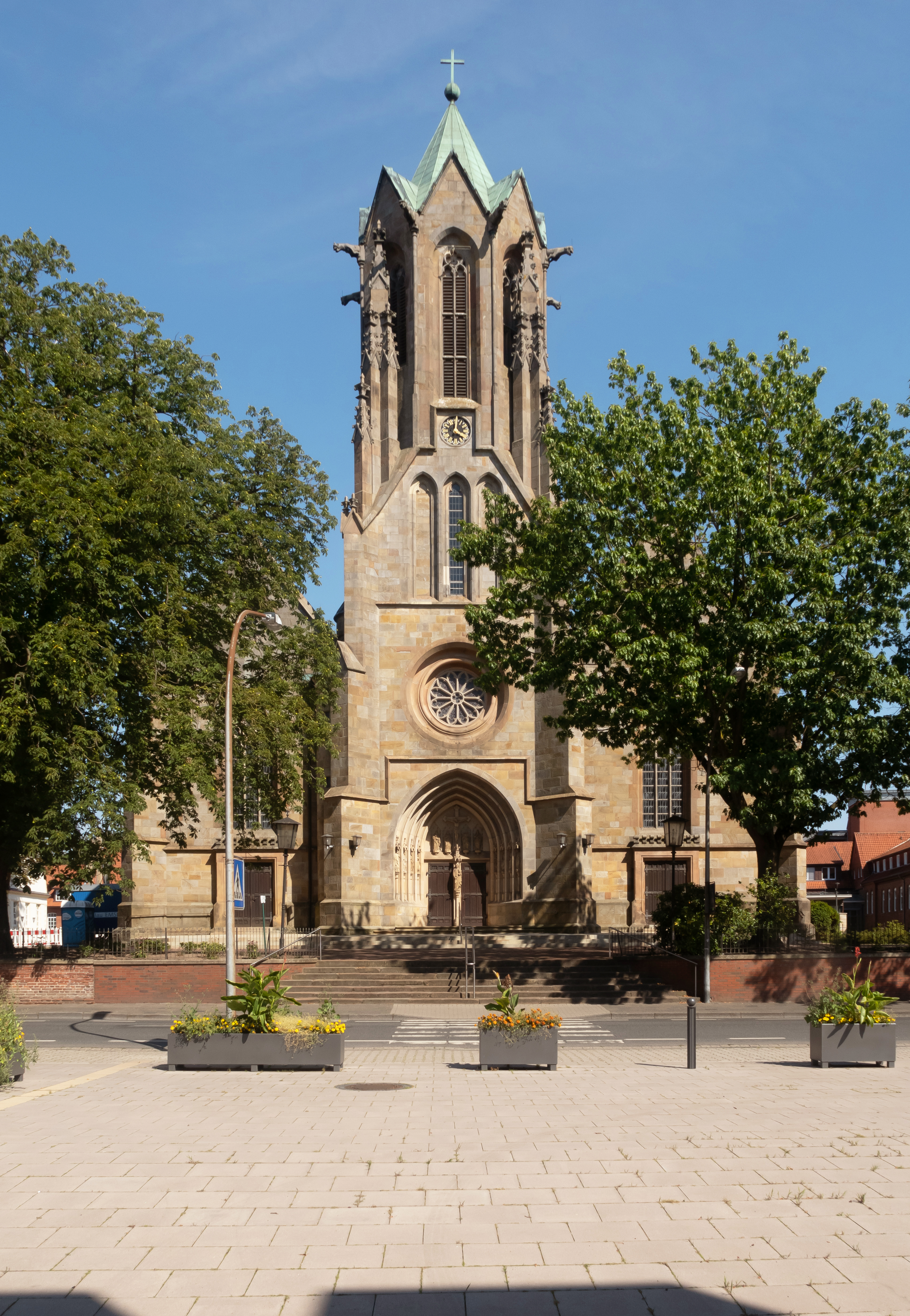
Westportaal van deze kerk
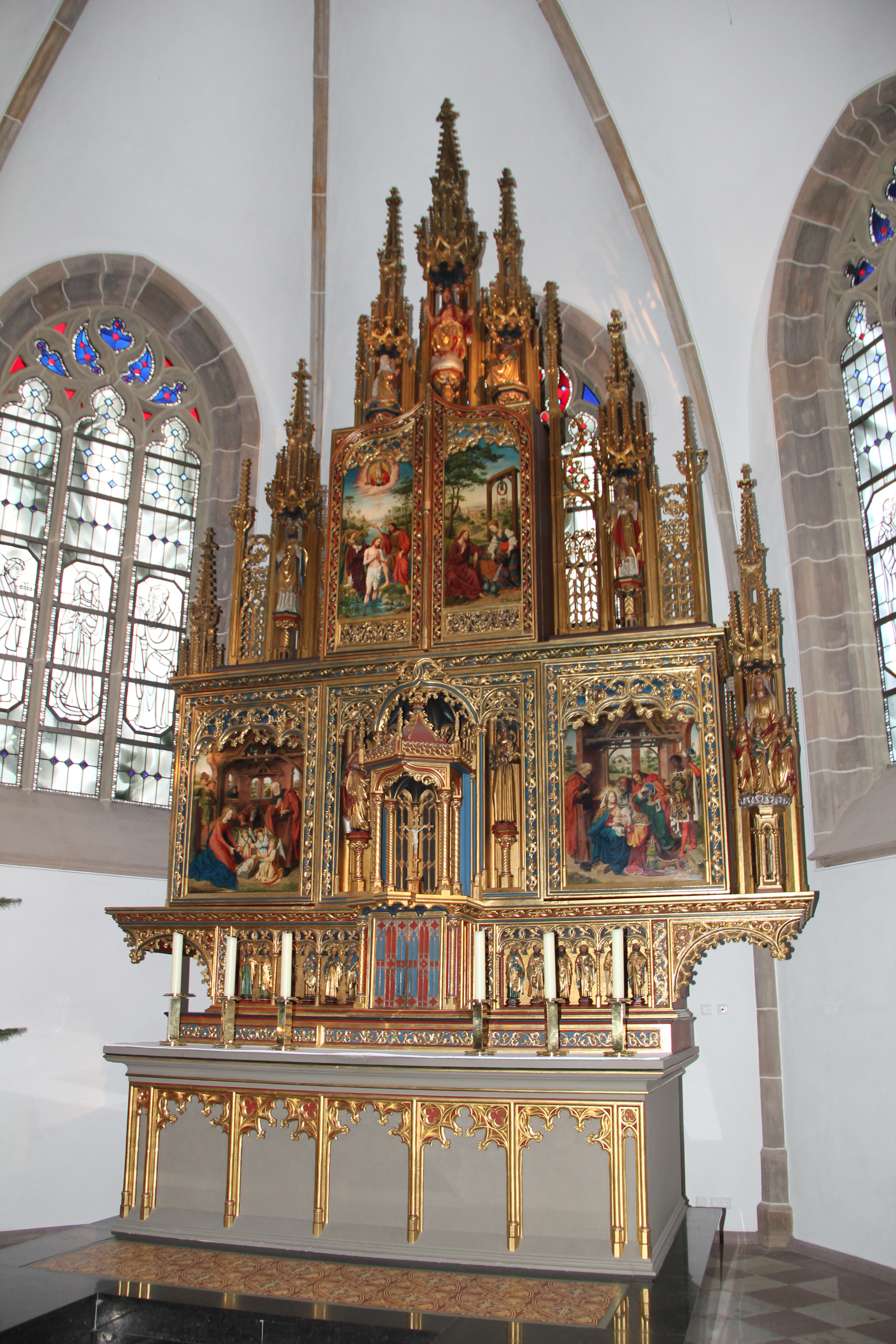
Hoogaltaar in deze kerk
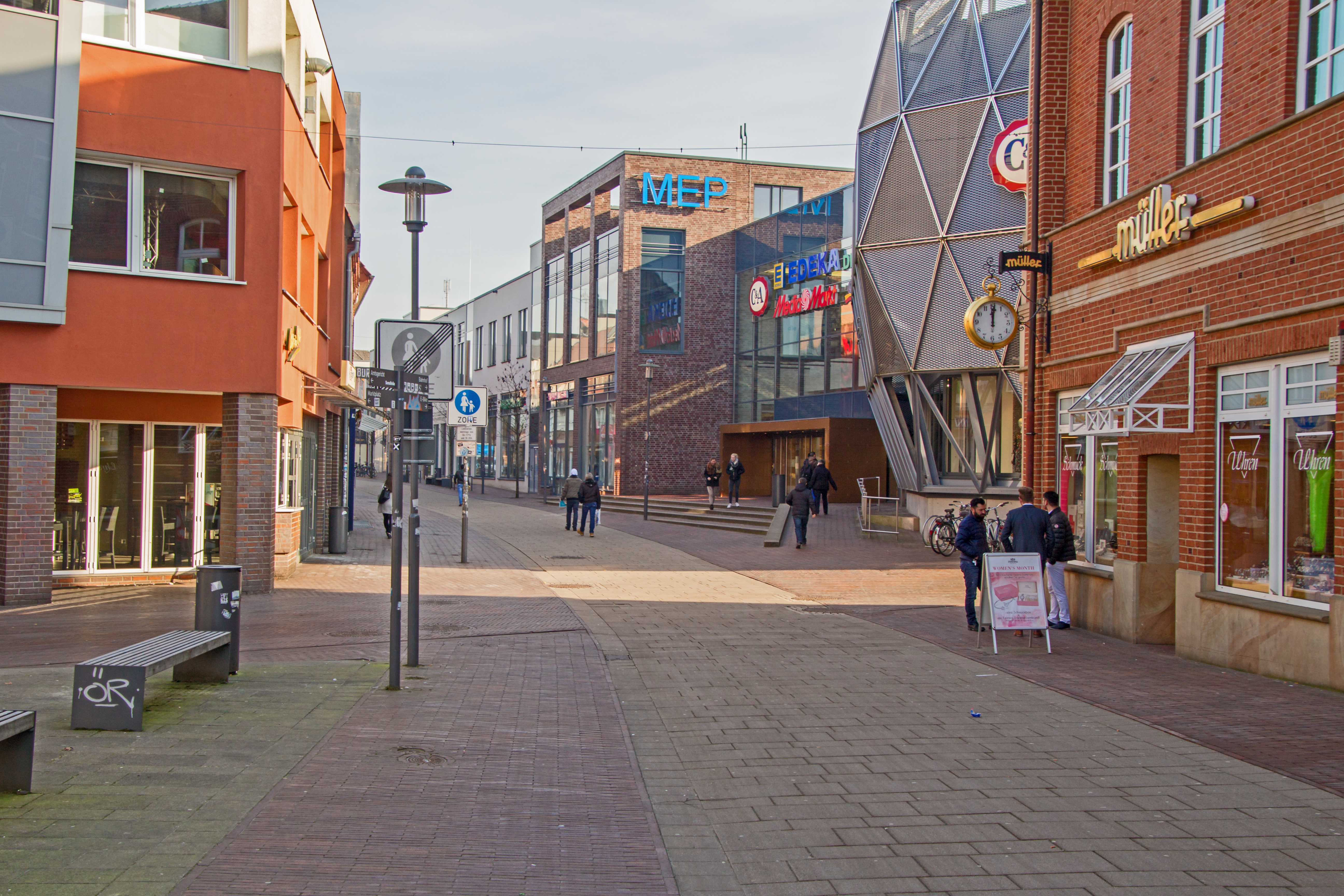
Bahnhofstraße (Stationsstraat) met ingang winkelpassage MEP
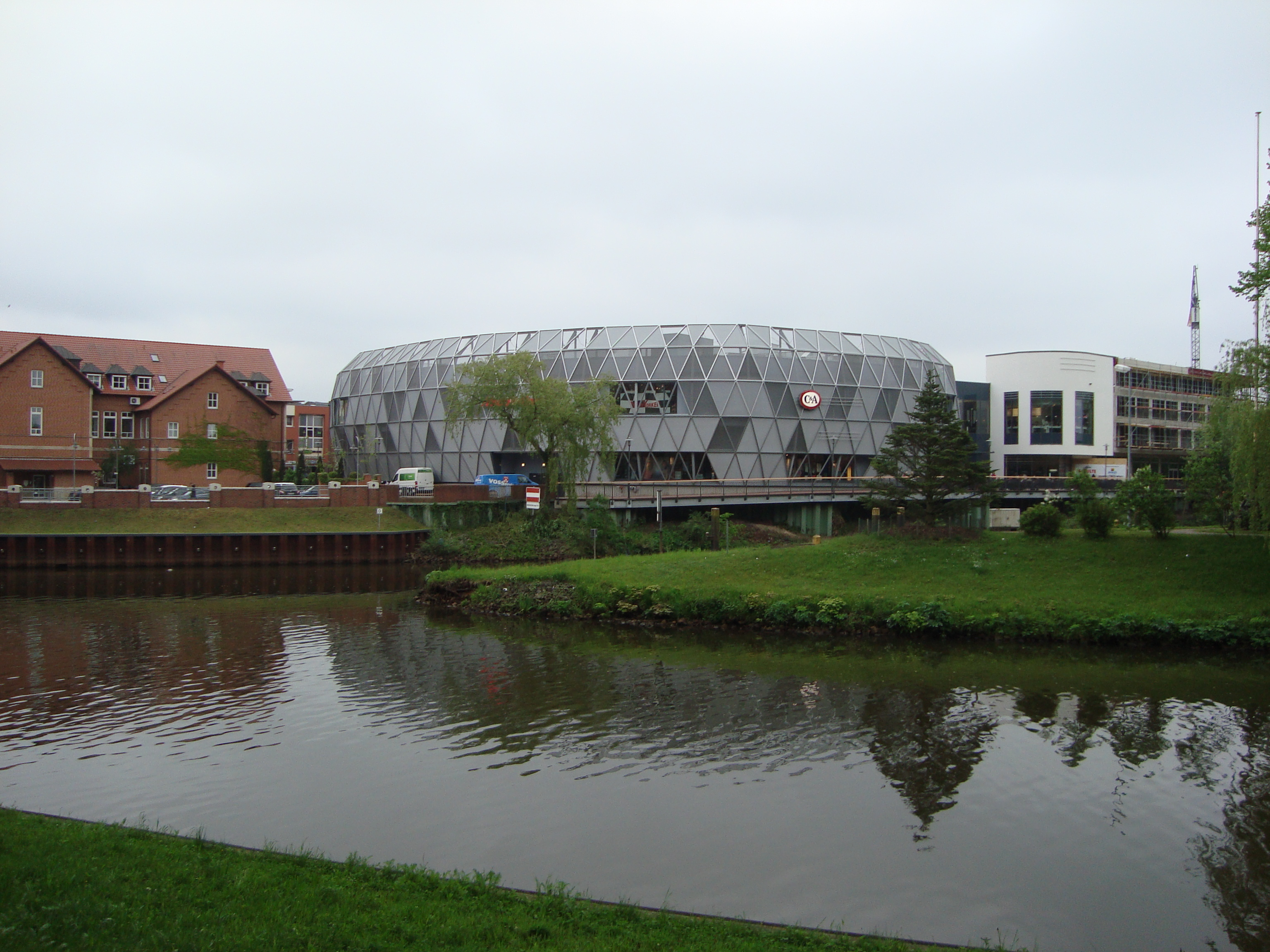
Winkelcentrum MEP, de zgn. diamant aan de oever van het DEK
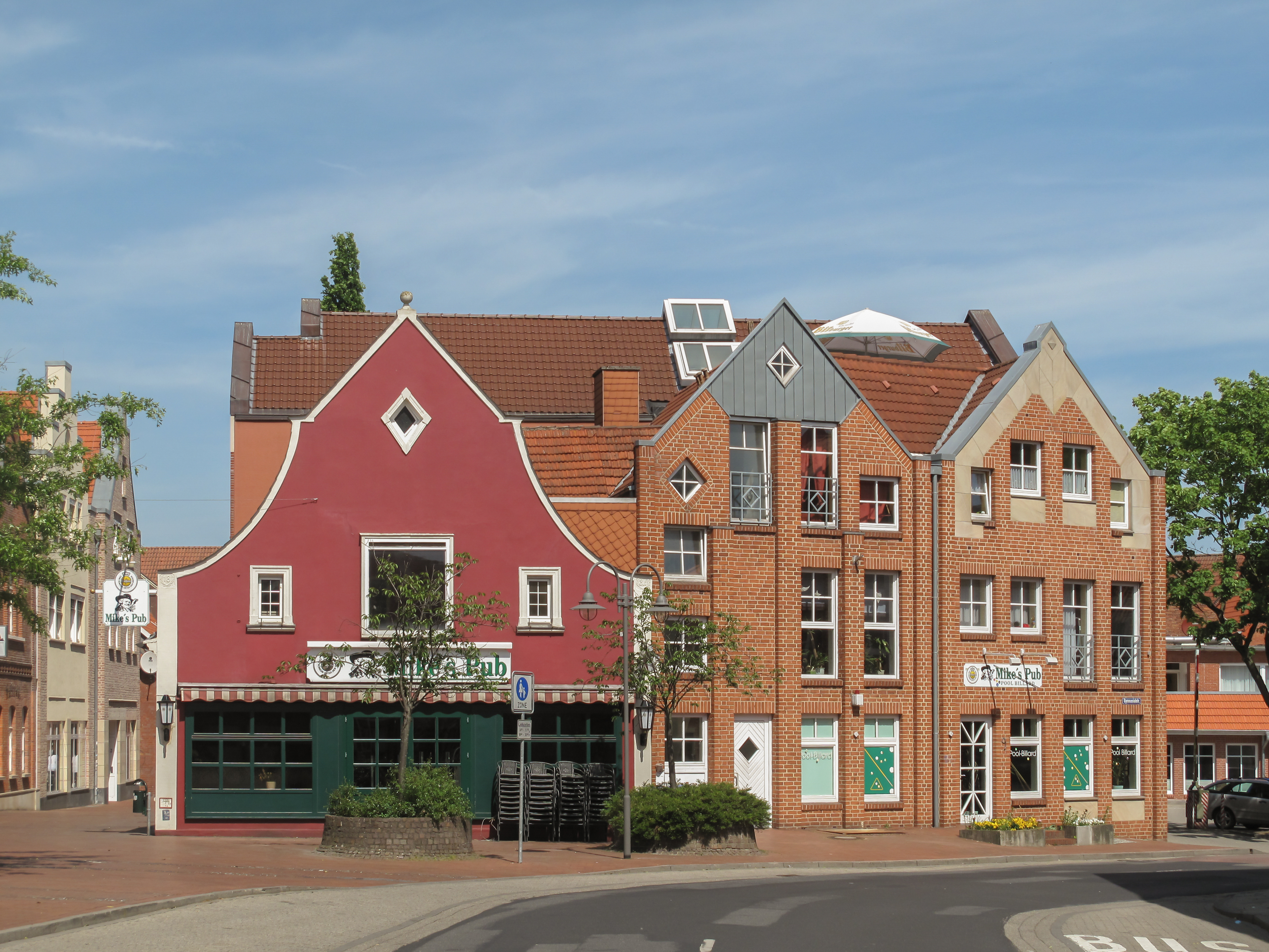
Meppen, centrum
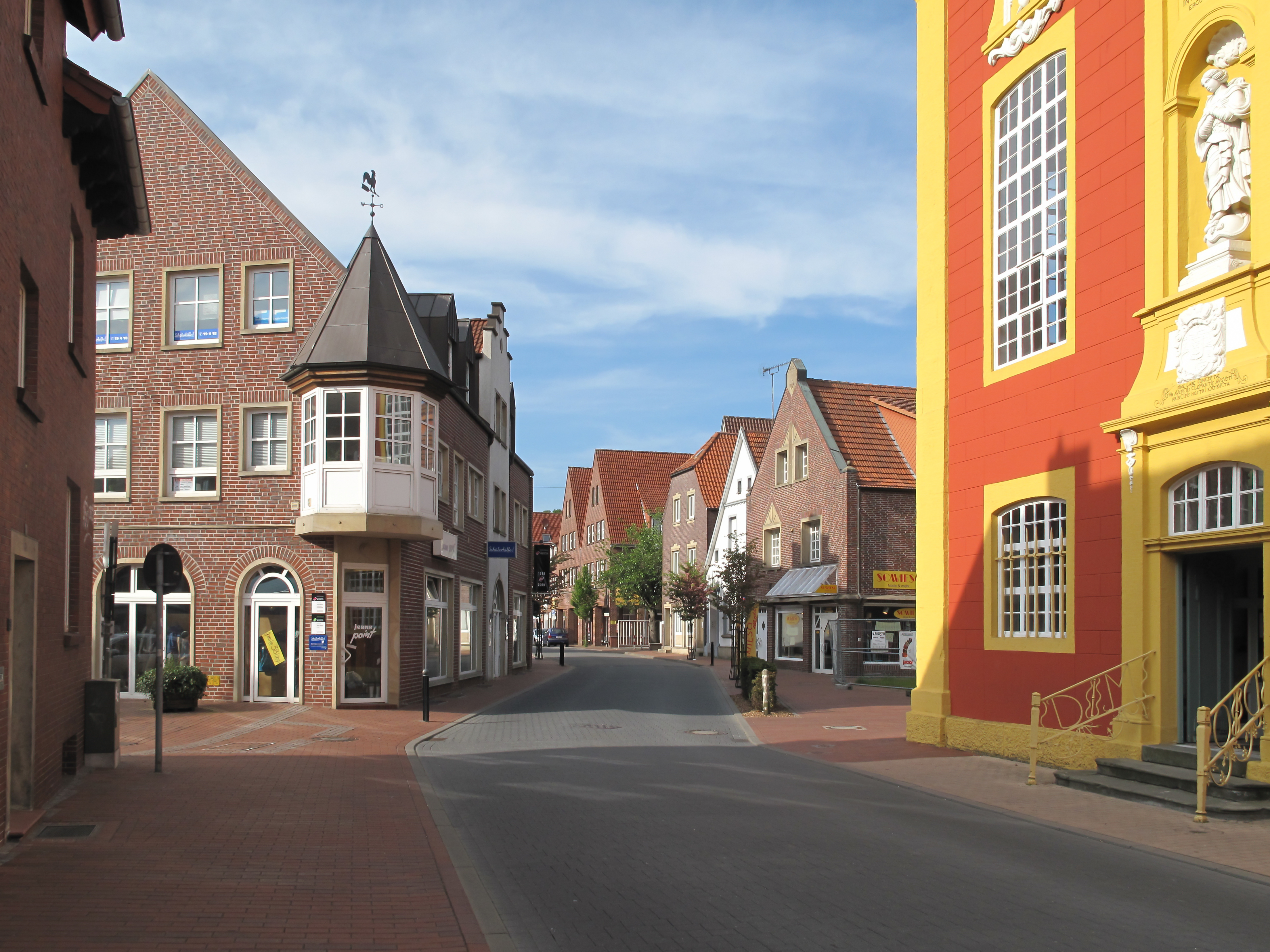
Meppen, bij de Gymnasialkirche
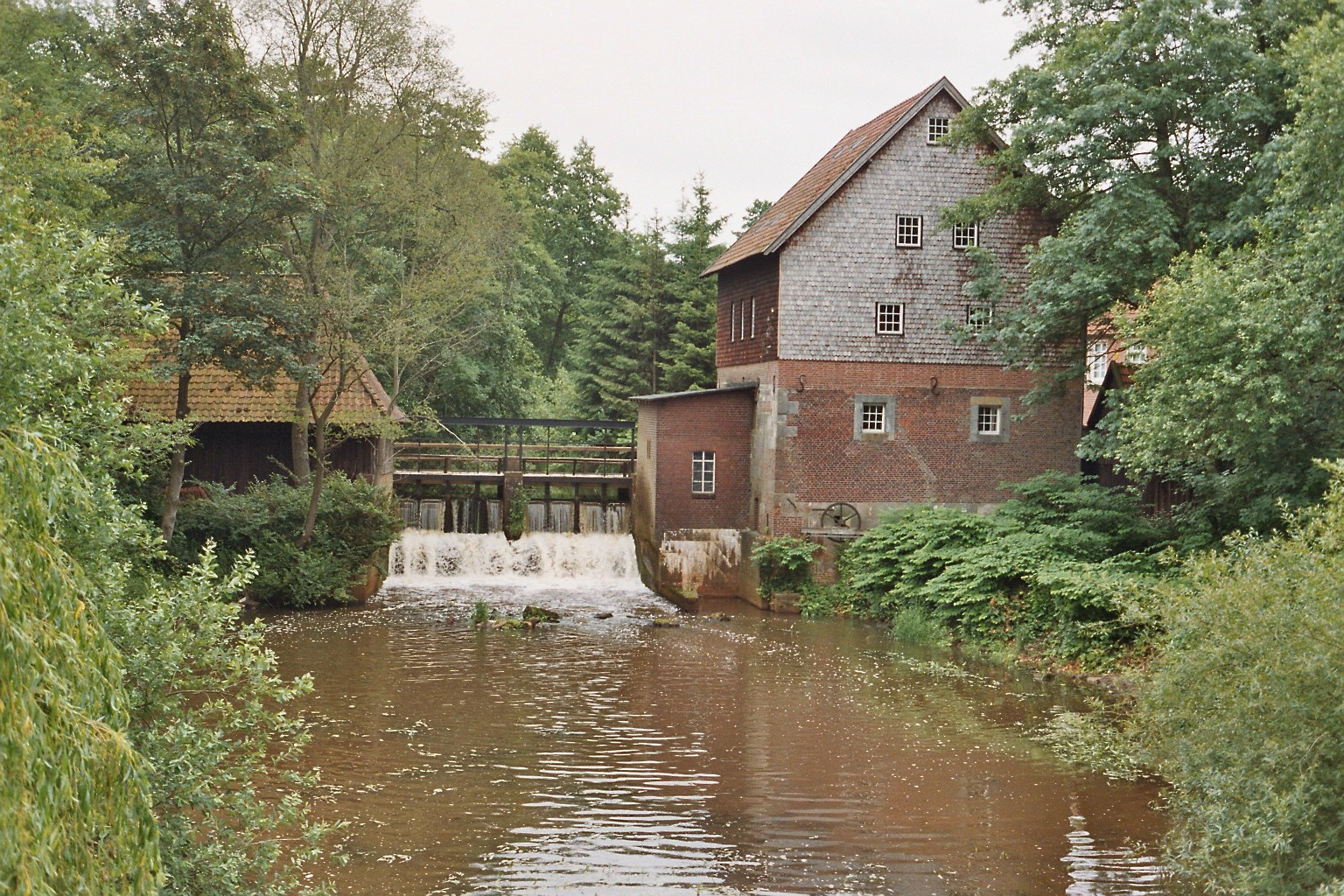
Herrenmühle
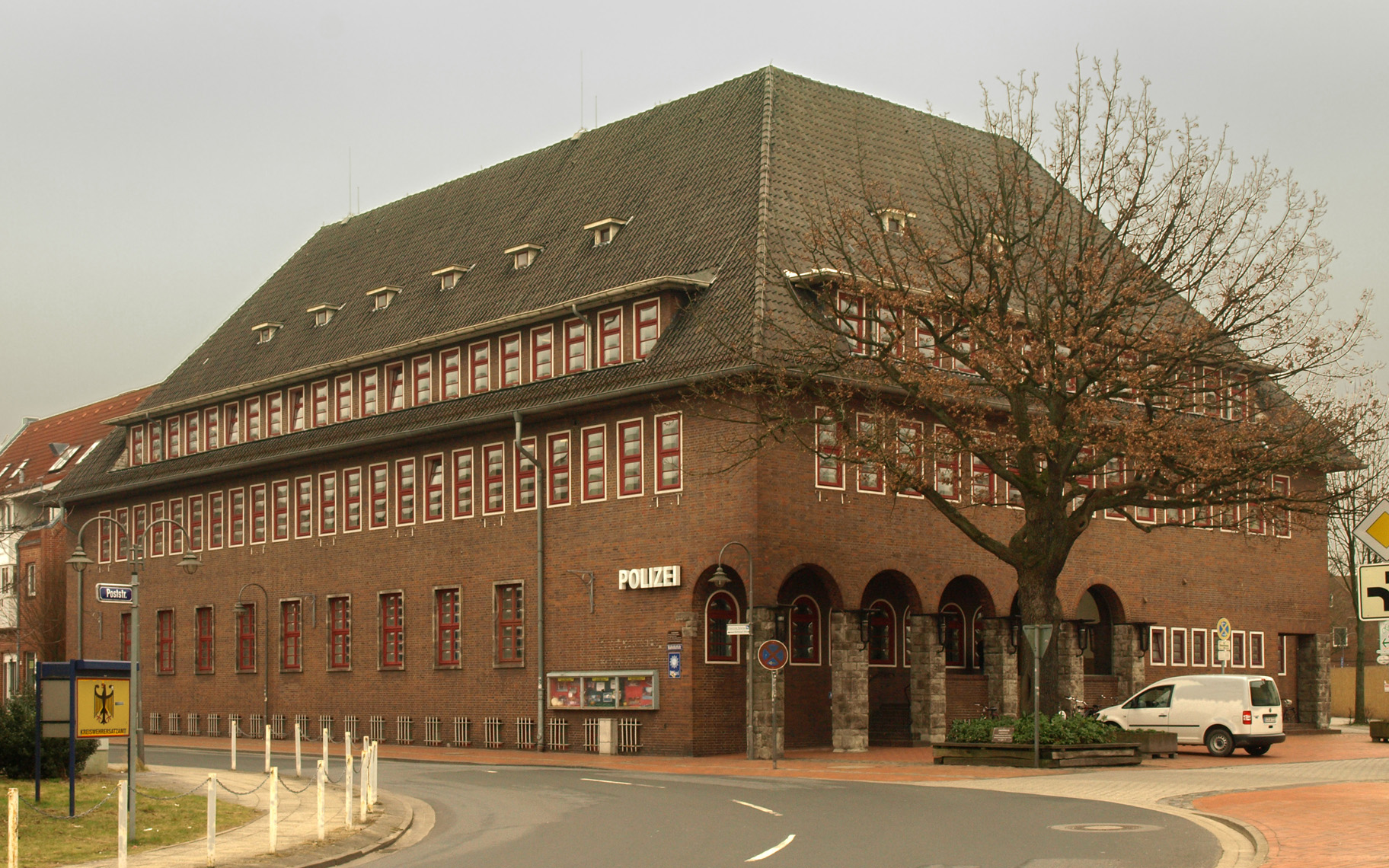
Het Högerhaus
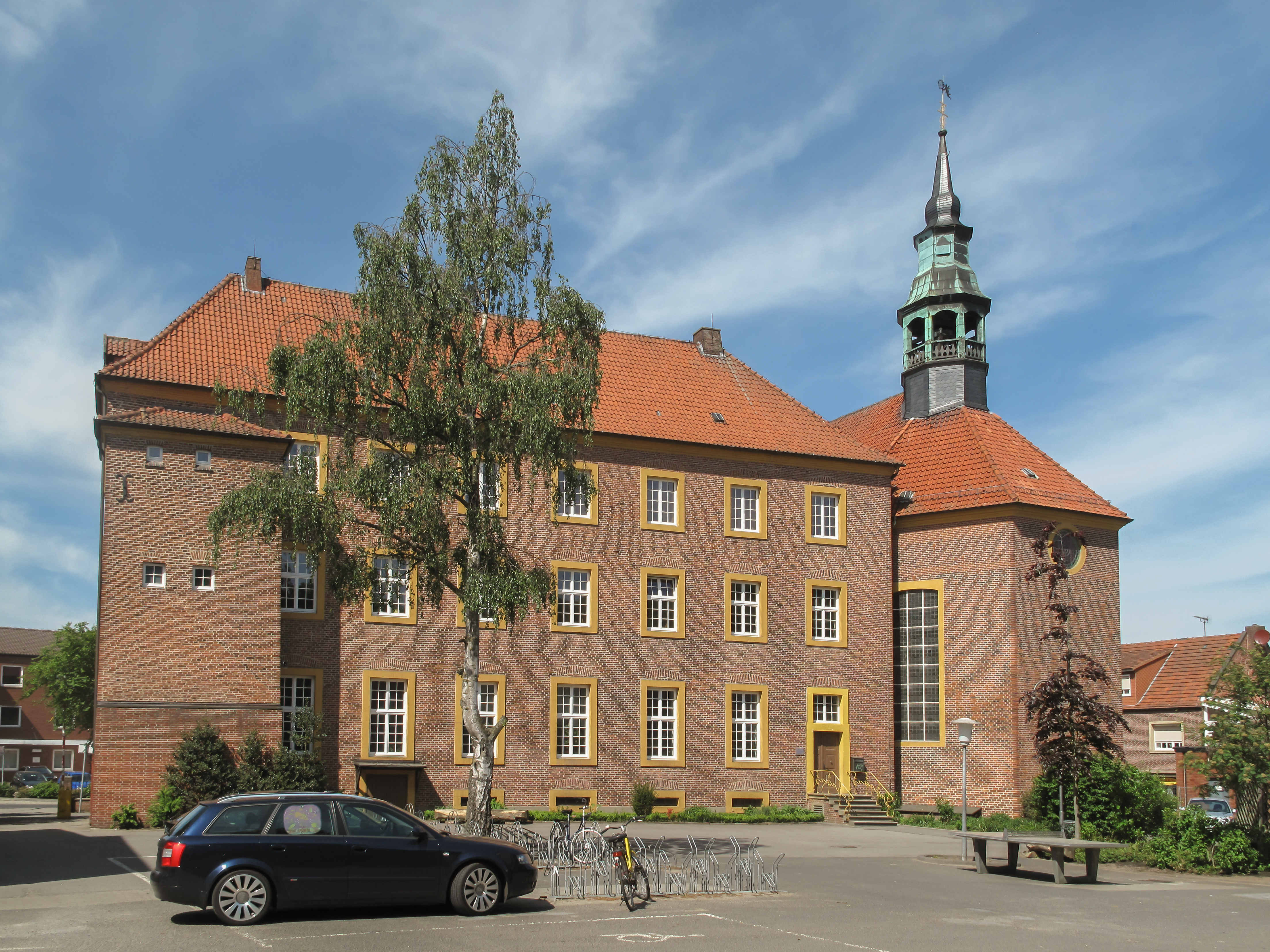
Meppen, Windthorstgymnasium en zijkant Gymnasialkirche
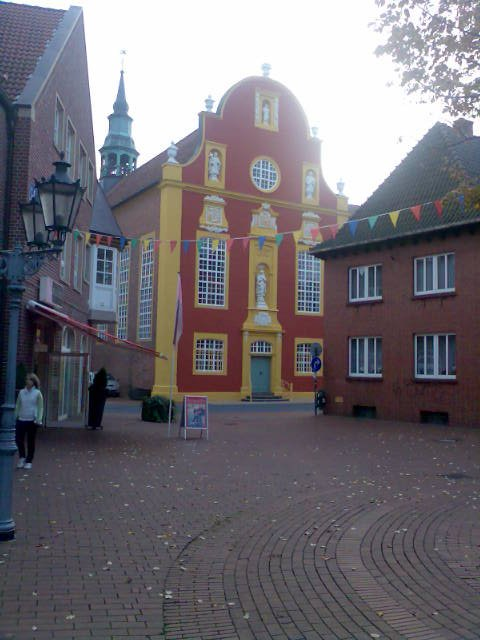
Gymnasialkirche
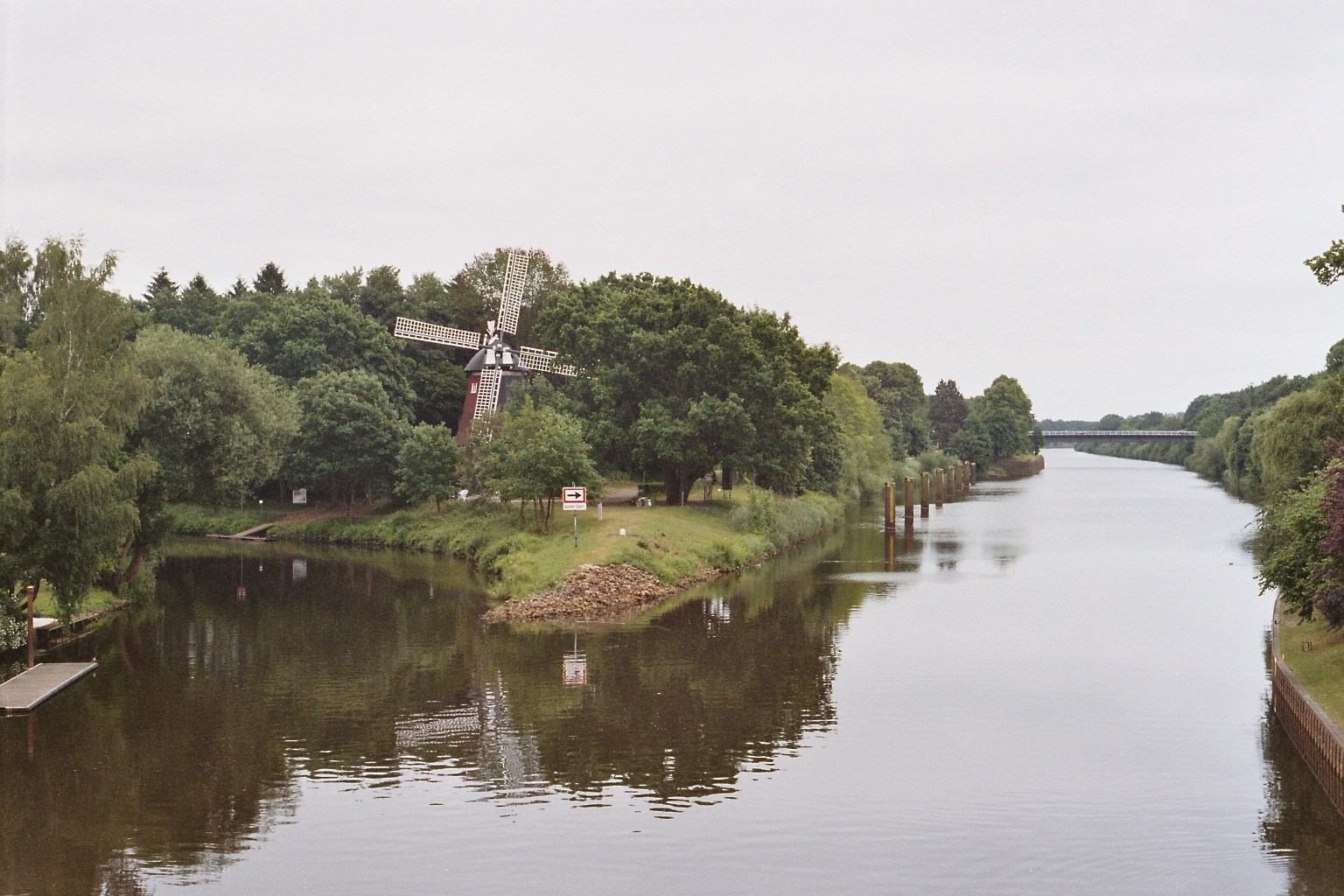
Hölting-windmolen (1960)
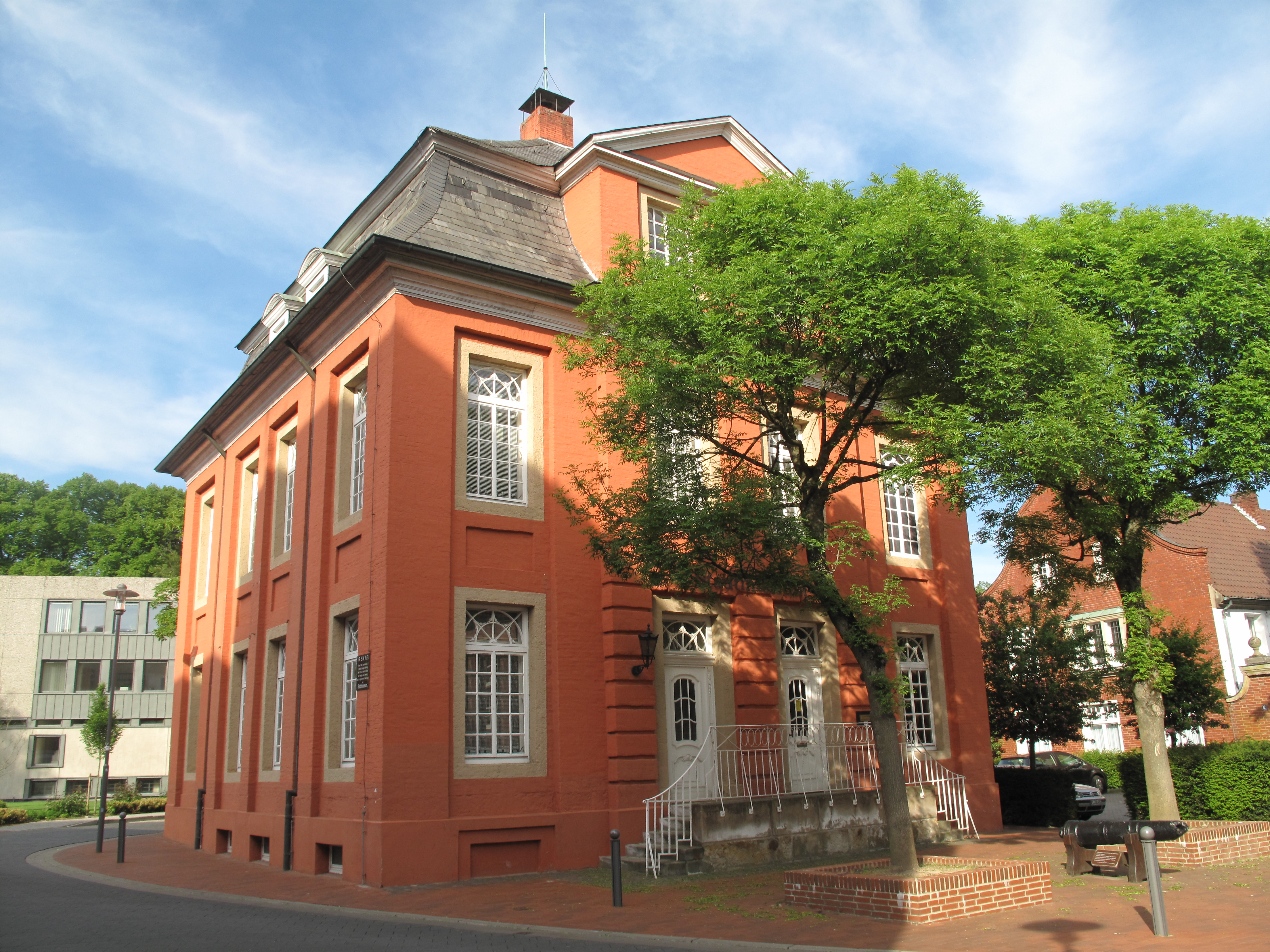
Meppen, voormalig museum
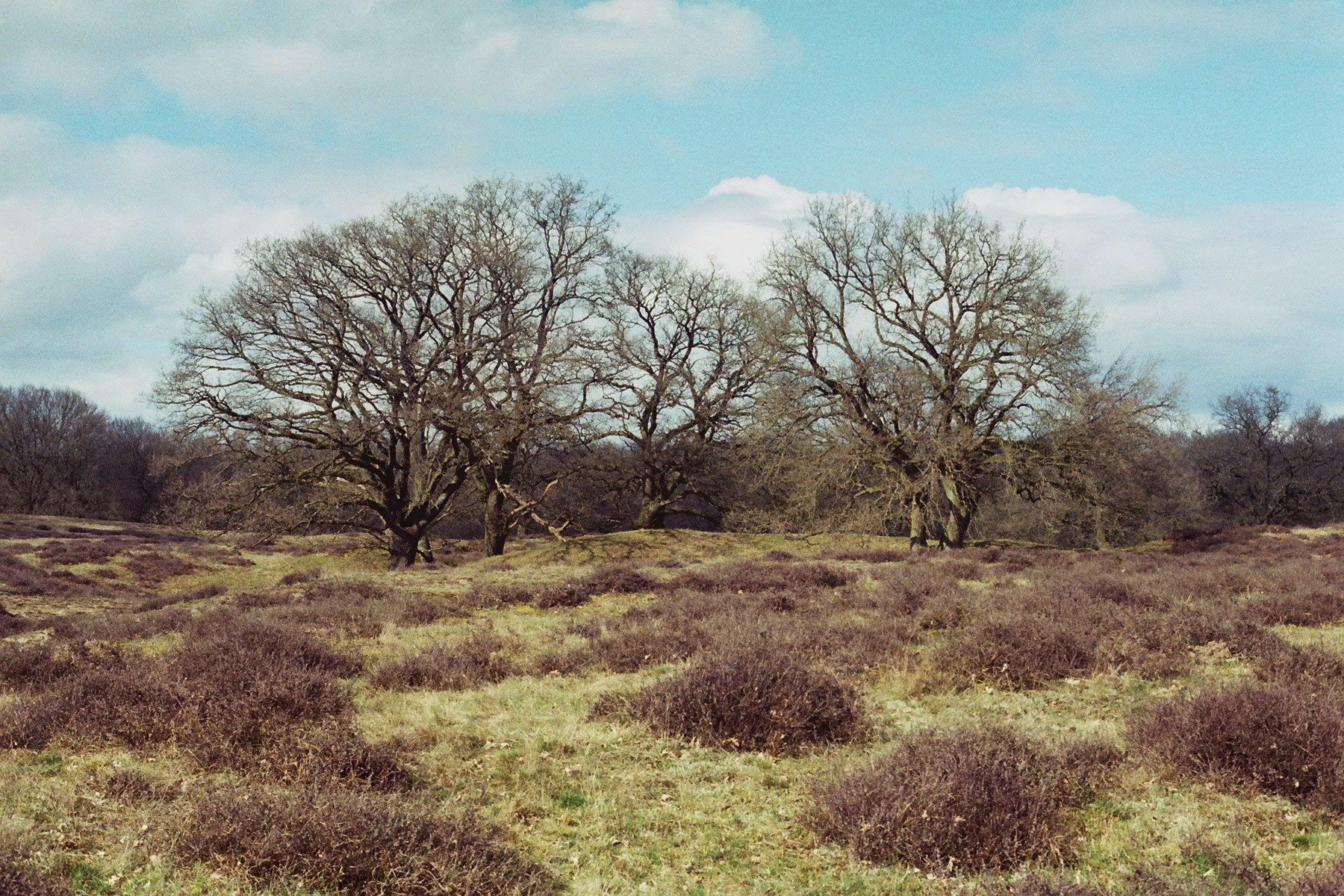
Natuurreservaat Borkener Paradies
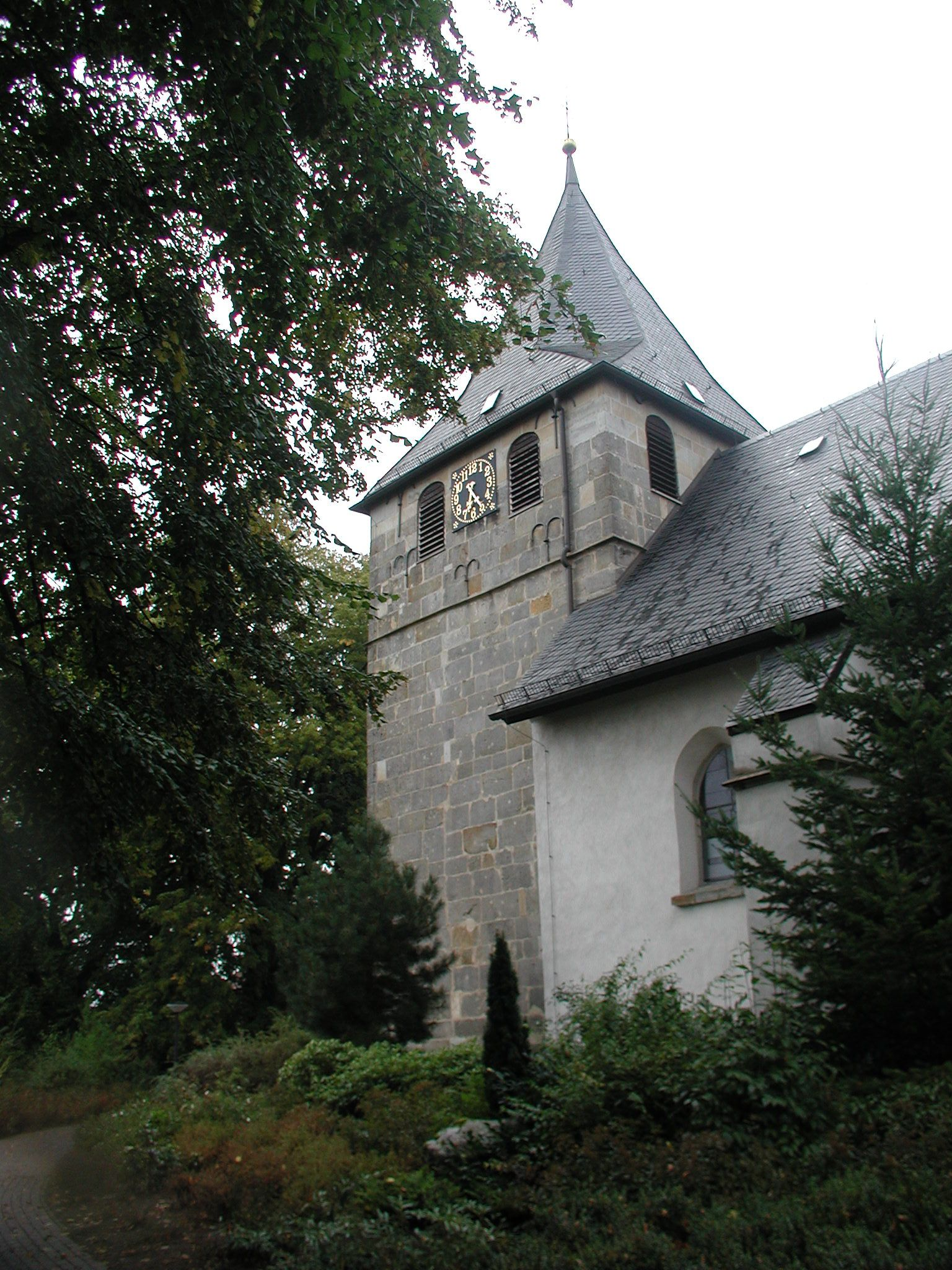
Sint-Vituskerk, Bokeloh

## Belangrijke personen in relatie tot de gemeente

### Geboren
- Dietrich von Velen (* 8 januari 1591 op kasteel Paulsburg in Meppen; † 10 september 1657 ibidem), drost van het Eemsland, stichter van de veenkolonie en latere stad Papenburg.
- Eduard Schöningh (* 4 december 1823 in Meppen; † 21 april 1900 ibidem), tot 1867 aan de Adriatische Zee gestationeerd marine-officier in dienst van Oostenrijk,  daarna pionier in de veenontginningen in het Eemsland, stichter van het dorp Schöninghsdorf, gemeente Twist (Duitsland), en op latere leeftijd burgemeester van Meppen.
- Wilhelm Anton (von[12]) Riedemann (* 8 december 1832 in Meppen; † 20  januari 1920 in Lugano, Zwitserland), reder, pionier op het gebied van de scheepvaart met olietankers, oliemagnaat, ereburger van Meppen. Riedemann schonk in 1895 aan de Rooms-Katholieke Kerk het altaarstuk in de St. Vituskerk van Meppen.
- Adolf Bödiker (* 30 juli 1835; † 26 februari 1893 te Hildesheim) jurist en politicus van de Deutsche Zentrumspartei, in de laatste 3 jaar van zijn leven lid van de Duitse Rijksdag en financieel deskundige binnen dat parlement; protegé van Ludwig von Windthorst
- Karl Brandi (20 mei 1868 - 9 maart 1946 te Göttingen), Duits historicus, professor te Göttingen, schreef tussen 1937-1941 een ook in het Nederlands vertaald standaardwerk over het leven van keizer Karel V, en boeken over de Reformatie en de 17e-eeuwse Contra-Reformatie in Noord-Duitsland
- Maurits van Löben Sels (1876 - 1944), schermer, militair, en ondernemer
- Franz Bösken (27 februari 1909 - 11 augustus 1976, plaats van overlijden onbekend), Duits muziekprofessor en deskundige op het gebied van de bouw en de geschiedenis van kerkorgels
- Walter Többens (Meppen, 19 mei 1909 - 16 november 1954 bij een auto-ongeluk), Duits nazi-gezind industrieel, in de Tweede Wereldoorlog eigenaar van fabrieken waar joodse dwangarbeiders werkten
- Alwin Schockemöhle (29 mei 1937), springruiter
- Günter Balders (4 september 1942), baptistisch theoloog, tevens samensteller van enige kerkelijke liedboeken en schrijver van enige kerkliederen
- Carolin Philipps (7 januari 1954), schrijfster van, in diverse talen vertaalde, jeugd- en kinderboeken met een historische achtergrond (o.a. in 2009 het in veel landen onderscheiden werk  Made in Vietnam) en van enkele historisch-biografische boeken voor volwassenen
- Lutger Abeln (10 juni 1964), gewezen tv-presentator bij de Norddeutsche Rundfunk, later voorzitter van een rooms-katholieke overkoepelende organisatie van zorginstellingen
- Tobias Böckermann (1973), journalist, schrijver van artikelen over de natuur in het Eemsland en over oude huisdierrassen
- Carsten Schlangen (31 december 1980), atleet
- Thomas Bröker (Meppen, 22 januari 1985), oud-profvoetballer die doorgaans als spits speelde

### Ludwig von Windthorst

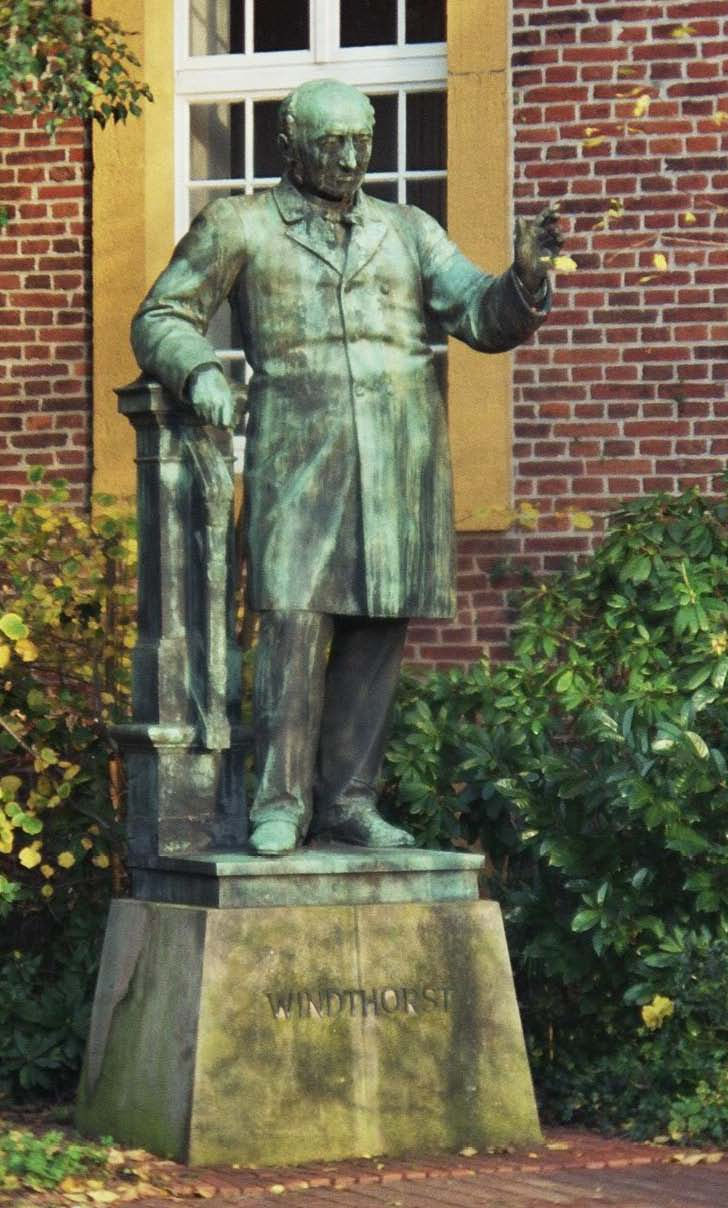
Standbeeld Ludwig von Windthorst

Baron Ludwig von Windthorst (17 januari 1812 te Ostercappeln – 14 maart 1891 te Berlijn) was wellicht de bekendste ingezetene van Meppen ooit. Von Windthorst was een belangrijk katholiek gezind politicus. Reeds tamelijk jong werd hij, na een rechtenstudie, advocaat. Hij was onder andere minister van Justitie in het Koninkrijk Hannover, en in dat koninkrijk een gematigd voorstander voor een politieke coalitie met het eveneens katholieke Oostenrijk-Hongarije. In het Duitse Keizerrijk was hij, onder andere tijdens de Kulturkampf, een fanatiek, uiterst welbespraakt tegenstander van de anti-katholieke kanselier Otto von Bismarck. Hij behoorde tot de oprichters van de Deutsche Zentrumspartei, die mede door zijn invloed de strijd voor emancipatie der rooms-katholieken volhield. Hij sprak zich uit tegen onderdrukking van etnische minderheden en joden in het keizerrijk. Von Windthorst was in de Duitse Rijksdag van 1871 tot aan zijn dood in 1891 de afgevaardigde voor het kiesdistrict Lingen-Meppen-Bentheim. Door Windthorsts politieke activiteit, die tot buiten Duitsland in de publiciteit kwam, ontstond een zekere politieke associatie tussen Meppen en hem. Veel historici beschouwen Von Windthorst als een der geniaalste parlementariërs die Duitsland ooit gehad heeft. Te Meppen is onder andere een gymnasium naar hem genoemd. Voor dit schoolgebouw staat een standbeeld van hem. Von Windthorst is ereburger van Meppen.

### Overleden
- Wilhelm Sagemüller (* 1880 in Kranenkamp (Oost-Friesland); † 6 juli 1962 in Meppen), waterbouwkundig ingenieur, als zodanig betrokken bij het ontwerp van en de leiding over  beruchte werkkampen, bekend als de Emslandlager. Hij was ereburger van Meppen maar deze eretitel werd hem vanwege zijn betrokkenheid bij nazi-misdaden tegen de menselijkheid postuum ontnomen.

### Overigen
- Engelbert Marie van Arenberg, volledige naam Engelbert Prosper Ernst Maria Joseph Julius Balthasar Benedikt Anton Eleonore Lorenz, (Salzburg, 10 augustus 1872 - Lausanne, 15 januari 1949) was de negende hertog van Arenberg. Hij bracht het hertogelijke grondbezit in het Eemsland in een te Meppen gevestigde GmbH onder (zie boven: Economie). De hertog is ereburger van Meppen.
- Dr. Hermann Wilhelm Berning (Lingen, 26 maart 1877 - Osnabrück, 23 november 1955), aartsbisschop, bisschop van Osnabrück (1914-1955); ten tijde van Adolf Hitlers Derde Rijk aanvankelijk, vooral uit afkeer tegen het communisme van de Sovjet-Unie nazi-gezind, vanaf 1941 kritischer, onder andere als tegenstander van het euthanasiebeleid. Ereburger van Meppen.
- Otto Pankok (Mülheim an der Ruhr, 6 juni 1893 - Wesel, 20 oktober 1966), Duits schilder, graficus en beeldhouwer, verbleef in de oorlogstijd enige jaren te Bokeloh; te Bokeloh is een kleine expositie aan zijn werk gewijd.

## Partnersteden
Er bestaat een jumelage met  Ostrołęka (Polen), en wel sedert september 1994.
- Gemeinsame Normdatei: 4038685-5
- Library of Congress Control Number: n81125554
- MusicBrainz: e9c8e01d-ae0c-47b4-bef4-b69b7df0710b
- Nationale Bibliotheek van Tsjechië: ge699739
- Nationale Bibliotheek van Israël: 987007559591005171
- Virtual International Authority File: 162696538

Andervenne ·
Bawinkel ·
Beesten ·
Bockhorst ·
Börger ·
Breddenberg ·
Dersum ·
Dohren ·
Dörpen ·
Emsbüren ·
Esterwegen ·
Freren ·
Fresenburg ·
Geeste ·
Gersten ·
Groß Berßen ·
Handrup ·
Haren (Ems) ·
Haselünne ·
Heede ·
Herzlake ·
Hilkenbrook ·
Hüven ·
Klein Berßen ·
Kluse ·
Lähden ·
Lahn ·
Langen ·
Lathen ·
Lehe ·
Lengerich ·
Lingen ·
Lorup ·
Lünne ·
Meppen ·
Messingen ·
Neubörger ·
Neulehe ·
Niederlangen ·
Oberlangen ·
Papenburg ·
Rastdorf ·
Renkenberge ·
Rhede ·
Salzbergen ·
Schapen ·
Sögel ·
Spahnharrenstätte ·
Spelle ·
Stavern ·
Surwold ·
Sustrum ·
Thuine ·
Twist ·
Vrees ·
Walchum ·
Werlte ·
Werpeloh ·
Wettrup ·
Wippingen